# Nina Hadis Amini
Nina Amini est une scientifique d’origine iranienne née en 1984. Elle est chercheuse en automatique au Laboratoire des Signaux et Systèmes. Elle développe des méthodes de contrôle pour les ordinateurs quantiques de demain. Chercheuse en automatique au contrôle des systèmes quantiques au sein du Laboratoire des Signaux et Systèmes du CNRS, elle utilise des outils mathématiques, de physique et d’automatique pour contribuer à l’élaboration de systèmes capables de résoudre des problèmes actuellement impossibles pour les ordinateurs classiques et qui visent à révolutionner les méthodes d’autres disciplines comme l’intelligence artificielle ou encore la médecine. Ses travaux permettront d’assurer la stabilisation des qubits — l’équivalent du bit informatique — brique élémentaire au cœur des calculs des machines quantiques.

## Biographie

### Jeunesse et formation
Nina Amini passe son enfance en Iran avec ses parents et ses deux grands frères. Elle est très tôt attirée par les mathématiques. Sensible à la créativité qui peut s’y développer, elle compare les mathématiques à de l’art. Dans sa famille, les sciences sont valorisées peu importe le genre. En choisissant une carrière scientifique, elle suit l’exemple de ses deux grands frères.

### Parcours
En 2005, Nina Amini intègre l'École polytechnique en France. En quatrième année, elle entre à l'École nationale de la statistique et de l'administration économique. Depuis 2012, elle est titulaire d’un doctorat en mathématiques et automatique de l’École nationale supérieure des mines de Paris. Sa thèse porte sur la stabilisation des systèmes quantiques en temps discret et la stabilité de filtres en temps continu. Elle poursuit ses travaux lors de recherches postdoctorales à l’Université nationale australienne, puis à l’Université Stanford aux États-Unis. Dans le cadre de ses recherches, elle travaille sur une stratégie alternative pour contrôler des systèmes quantiques, appelée rétroaction cohérente, potentiellement plus performante mais mathématiquement plus complexe. En 2014, elle est admise au concours du Centre national de la recherche scientifique. Ses contributions portent sur diverses questions à l’intersection de la théorie du contrôle, des probabilités, de la physique mathématique et de la physique quantique afin de surmonter les principaux obstacles théoriques dans le domaine.
Depuis 2018, elle est chargée de cours à l’École polytechnique. En 2020, elle devient coordinatrice du projet ANR JCJC Q-COAST (l’Agence Nationale de la Recherche soutient les jeunes chercheurs et jeunes chercheuses dont les travaux portent sur la résolution de problèmes clés liés au contrôle des systèmes quantiques ouverts).

## Prix et distinctions
- Médaille de Bronze du CNRS en 2022
- Prix Irène Joliot Curie en 2022

## Engagement
En 2022, elle participe à la réalisation d’une bande dessinée « Portrait de femmes scientifiques en sciences du numérique » initiée par l’Institut des sciences de l’information et de leurs interactions (ISICA). L’objectif est de mettre en avant la diversité des recherches en sciences du numérique et contribuer à briser les stéréotypes qui dissuadent les femmes de s’engager dans cette voie. Cet ouvrage s’adresse aux jeunes d’une façon ludique, en associant art et sciences, afin d’inspirer les futures et futurs scientifiques et leur donner l’envie d’oser explorer les défis et les nouveaux champs de recherche dans les sciences du numérique. Cet ouvrage a été distribué à tous les lycéens de France. Nina Amini est également membre du comité parité du Laboratoire des signaux et systèmes qui a obtenu un financement de l’INS2I pour un projet dont le thème est l’identification du harcèlement sexuel, moral et scientifique et la formation des doctorantes du Laboratoire des signaux et systèmes. En 2022, elle soutient son habilitation à diriger des recherches.